# فيرجن أمريكا
فيرجن أمريكا (بالإنجليزية: Virgin America) كانت شركة طيران أمريكية خاصة اندمجت لاحقا في عام 2018 تحت خطوط آلاسكا الجوية ، تعمل بنظام الطيران منخفض التكلفة، كان مقرها الرئيسي في مدينة بورلينغامي بولاية كاليفورنيا الأمريكية، وتتخذ من مطار سان فرانسيسكو الدولي، تأسست الشركة عام 2004، وكانت تقدم خدماتها إلى تسعة وجهات داخل الولايات المتحدة، على متن أسطول بلغ عدده 29 طائرة.

## وصلات خارجية
- الموقع الرسمي للشركة (بالإنجليزية)
- تفاصيل أسطول خطوط فيرجن أمريكا الجوية (بالإنجليزية)